# Milew (Rychwał)
Milew (dawn. Milewo) – część miasta Rychwał w Polsce położona w województwie wielkopolskim, w powiecie konińskim, w gminie Rychwał.
Milew znajduje się w południowej części miasta, ponad kilometr od głównej części. Ma charakter ulicówki i jest skupiony przy jednej ulicy: Milewo.
Dawniej wieś w gminie Dąbroszyn. 1 lipca 1924 włączony do Rychwała.